# Hubbleovo extrémně hluboké pole

Hubblovo extrémně hluboké pole

Hubbleovo extrémně hluboké pole, anglicky Hubble Extreme Deep Field, zkráceně XDF, je umělý obraz malé části nejstaršího vesmíru v souhvězdí Pece, který byl sestaven z více než 2000 snímků Hubbleova teleskopu pořízených ve dnech od 24. září 2003 až 16. ledna 2004, expozice trvala 2 milióny sekund, tedy přibližně 23 dní. Snímek je výřezem z Hubbleova ultrahlubokého pole
Snímky byly pořízeny dvěma HST kamerami a kombinovanou širokoúhlou kamerou WFC3. Tato speciální kamera je schopna pořizovat snímky nejen v běžně viditelném světelném spektru, ale i v normálně neviditelné oblasti infračervených a ultrafialových vlnových délek, což jí umožňuje pohled i na velmi staré části vesmíru. Vůbec nejstarším a tudíž i nejvzdálenějším pozorovaným vesmírným objektem všech dob se na tomto snímku stala galaxie vzdálená od Země přibližně 13,2 miliardy světelných let.
Snímek, mimo jiné, odhalil tisíce doposud zcela neznámých galaxií z rané fáze vývoje vesmíru (odhadem nejméně 5500 galaxií), zhruba 400 až 800 miliónů let od jeho vzniku v době velkého třesku.

## Galerie

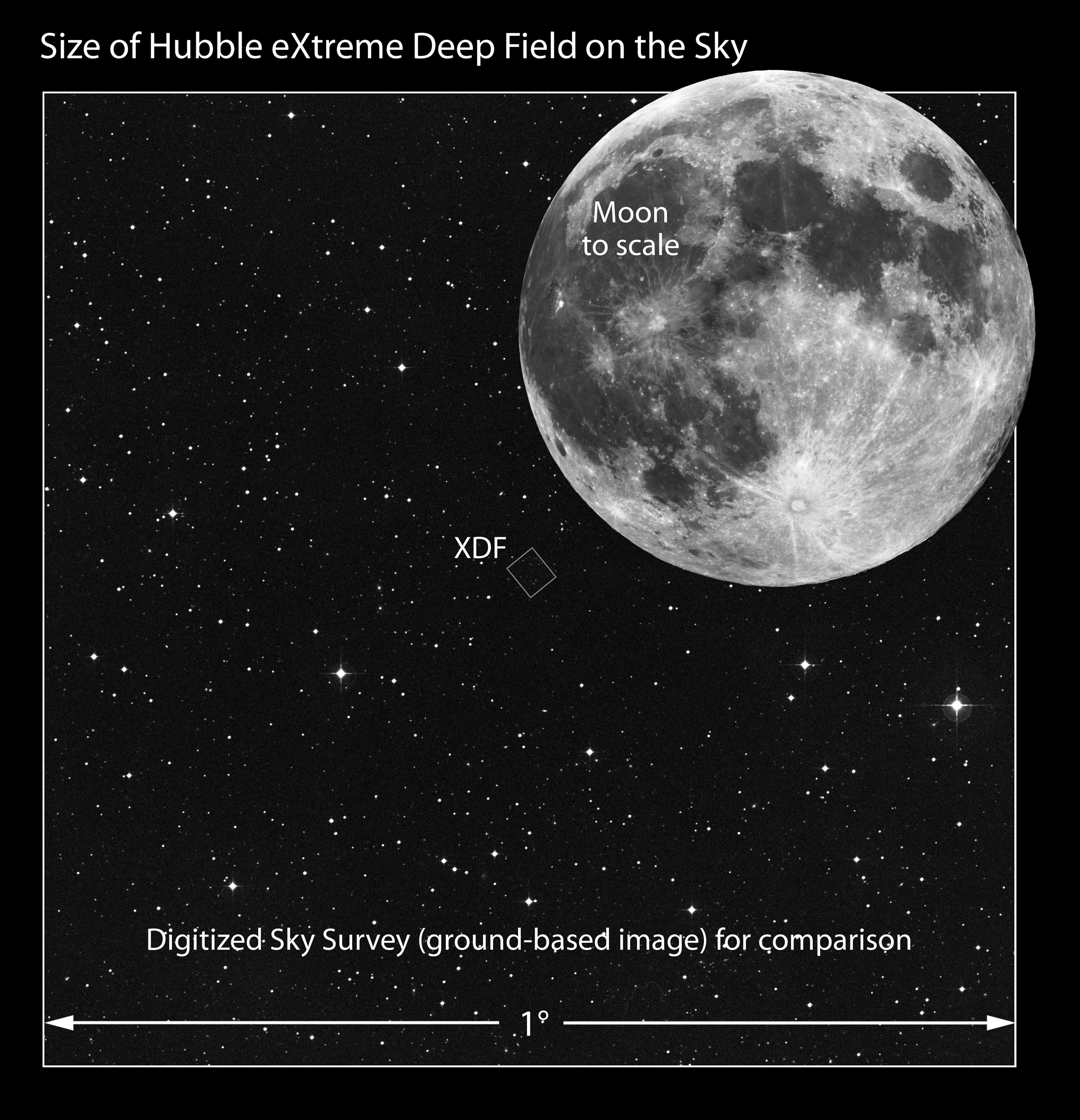
Porovnání úhlové velikosti XDF a Měsíce. Snímek této malé oblasti oblohy zahrnuje několik tisíc galaxií a každá z nich obsahuje miliardy hvězd.
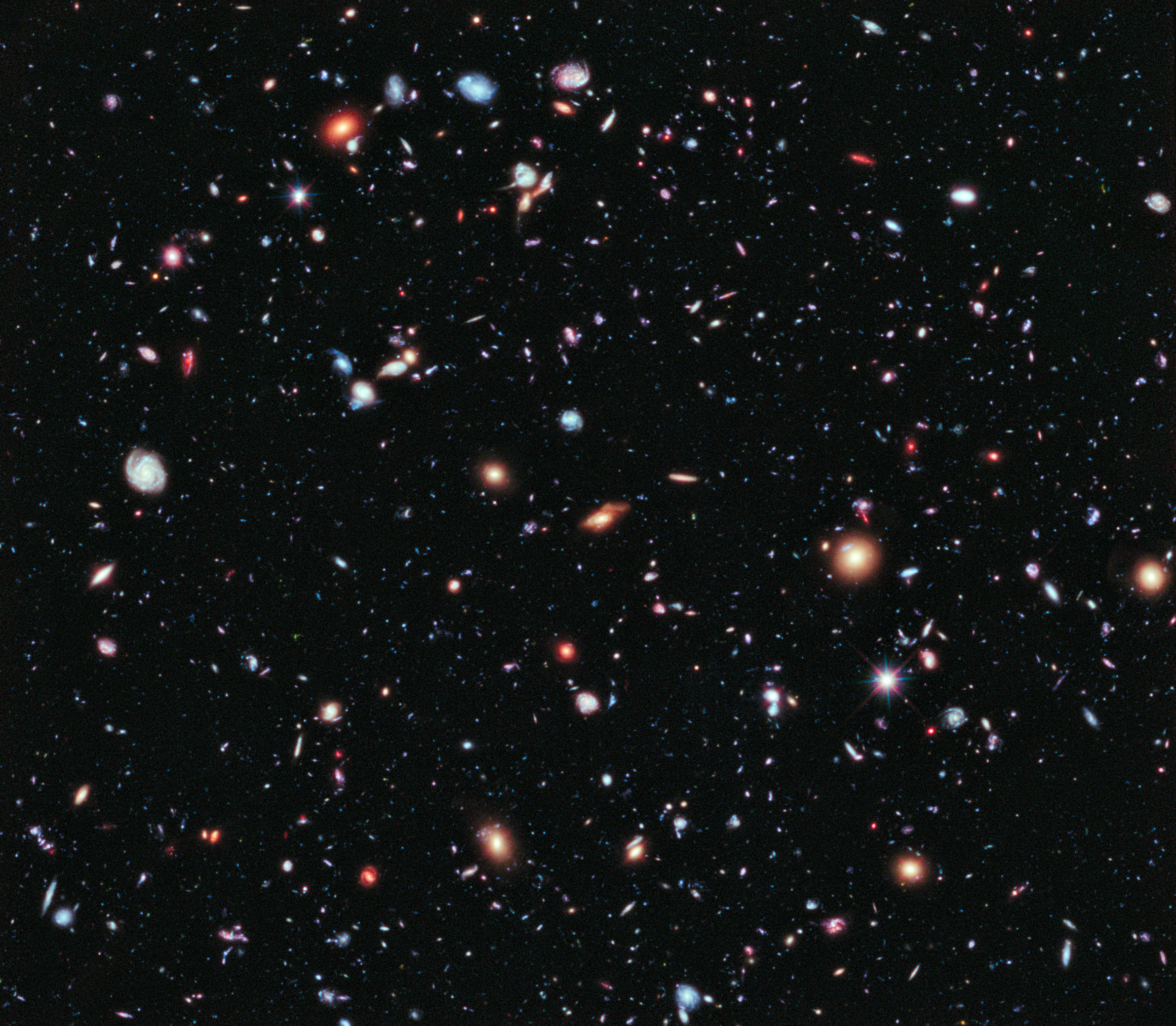
Snímek XDF z roku 2012. Každá skvrnka na snímku je jedna galaxie, z nichž některé jsou staré až 13,2 miliard let (celkově se ve vesmíru odhaduje 200 miliard galaxií).
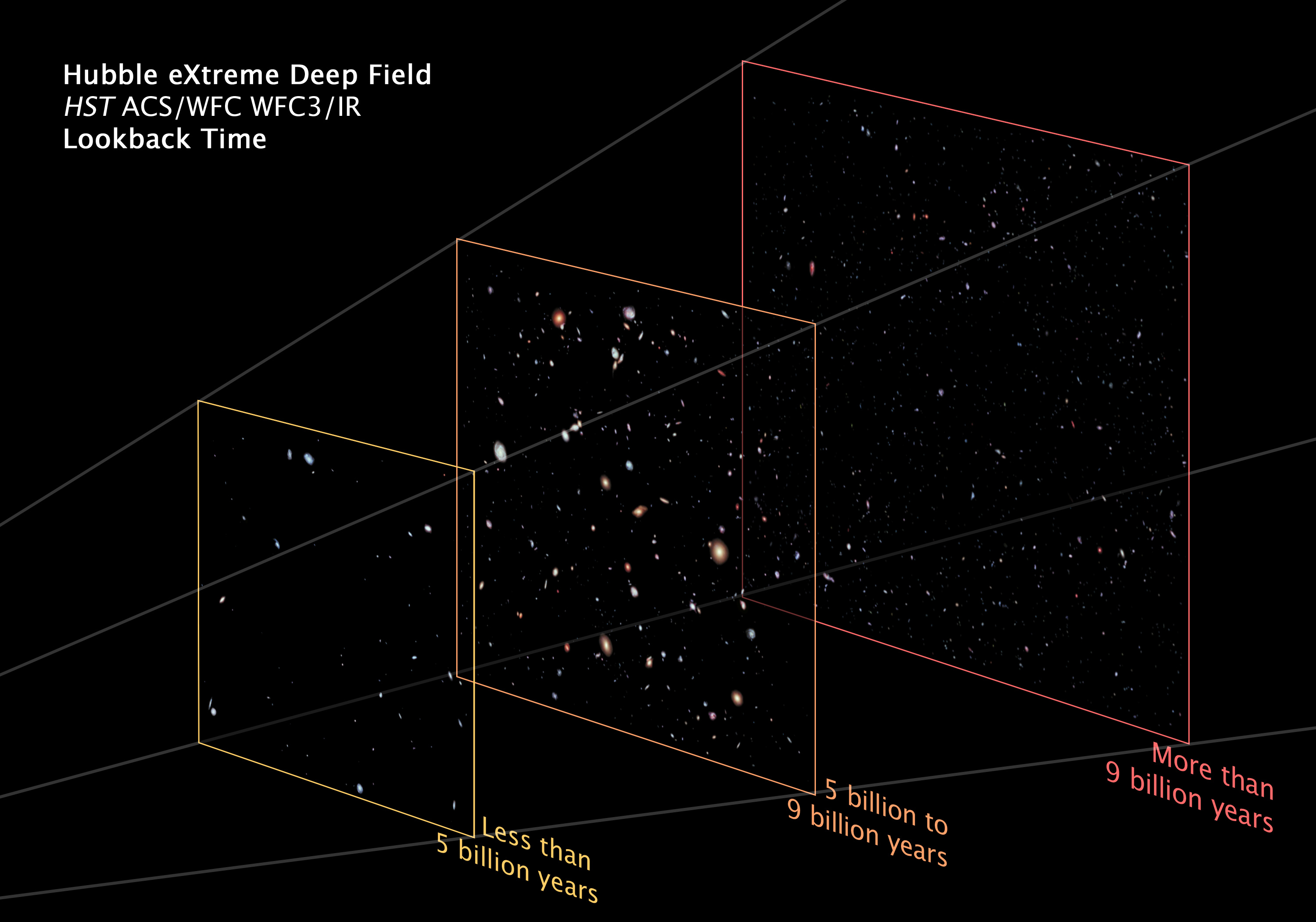
Tento obrázek ukazuje rozdělení galaxií v XDF podle jejich vzdálenosti od Země a tedy i podle období jejich vývoje: vyvinuté galaxie před 5 miliardami let, vyvíjející se galaxie a nakonec protogalaxie před 9 miliardami let.